# 科斯塔斯·卡楚拉尼斯
科斯塔斯·卡楚拉尼斯（希臘語：Κωνσταντίνος "Κώστας" Κατσουράνης，羅馬化：Kostas Katsouranis，1979年6月21日—）是希臘的一位足球運動員。在場上司職防守型中場。並且代表希臘國家足球隊參賽。